# Jewish Defense League
Jewish Defense League (JDL) er en militant jødisk organisation, der har til formål at beskytte jøder mod antisemitisme.
Organisationen blev dannet af rabbiner Meir Kahane i New York City i 1968 – et år efter Seksdageskrigen – for at beskytte ḥasidiske jøder mod en række optøjer, der fandt sted på Brooklyn samt at protestere mod den antisemitisme, der var i området. Særligt ortodokse jøder meldte sig ind i organisationen i de tidlige år, og i 1972 havde JDL passeret 15.000 medlemmer. Den organiserede demonstrationer foran de arabiske landes ambassader og protesterede mod undertrykkelsen af jøder i Sovjetunionen. Medlemstallet er siden 1970'erne faldet.
I sin rapport om terrorisme fra 2000-2001 beskrev FBI organisationen som en "voldelig ekstremistisk jødisk organisation". Organisationen Terrorism Knowledge Base skriver, at JDL i sine tidlige år var en aktiv terrororganisation. FBI har desuden påpeget, at både aktive og tidligere medlemmer finansierer den forbudte israelske terrororganisation Kahane Chai.
Jewish Defense League opererer i dag også i Israel og det besatte Vestbredden. Særligt nyder organisationen støtte i Kiryat Arba og andre jødiske bosættelser i Hebron, hvor gruppens aktive har gennemført flere angreb på palæstinensere og palæstinensisk ejendom. I 1994 stod Baruch Goldstein, der engang havde været medlem af JDL, bag en massakre på palæstinensere under en fredagsbøn i Ibrahim-moskéen i Hebron. Ved massakren blev 29 mennesker dræbt og 125 såret, hvorefter Goldstein selv blev dræbt af moské-gængerne.
I 2001 blev to fremtrædende medlemmer af JDL i USA, Irv Rubin og Earl Krugel, anholdt for at have planlagt at sprænge rørbomber foran Kong Fahd Moskéen i Culver City i Californien, samt foran det californiske kongresmedlem Darrell Issas lokale kontor. Eksplosionerne skulle ske sent om natten, så man kunne være sikker på kun at anrette materiel skade. De to bygninger var blevet valgt henholdsvis fordi Kong Fahd Moskéen fungerede som base for de to al-Qaeda-terrorister Nawaf al Hazmi og Khalid al Mihdhar før de myrdede 3.000 amerikanere 11. september 2001, og fordi kongresmedlem Darrell Issa kort forinden havde udtalt sin støtte til den muslimske terrororganisation Hizbollah.
Jewish Defense League er også aktive i Danmark og Frankrig.